# Daicun (köpinghuvudort i Kina, Zhejiang Sheng, lat 30,02, long 120,20)
Daicun är en köpinghuvudort i Kina. Den ligger i provinsen Zhejiang, i den östra delen av landet, omkring 26 kilometer söder om provinshuvudstaden Hangzhou. Antalet invånare är 38 902. Befolkningen består av 19 316 kvinnor och 19 586 män. Barn under 15 år utgör 12,0 %, vuxna 15-64 år 76 %, och äldre över 65 år 11,0 %.
Runt Daicun är det tätbefolkat, med 442 invånare per kvadratkilometer. Närmaste större samhälle är Puyan, 16,2 km norr om Daicun. Trakten runt Daicun består till största delen av jordbruksmark.
Genomsnittlig årsnederbörd är 2 020 millimeter. Den regnigaste månaden är juni, med i genomsnitt 365 mm nederbörd, och den torraste är januari, med 79 mm nederbörd.